# Contea di Minfeng
La contea di Minfeng (民丰县S) o contea di Niya (尼雅县S) è una contea della Cina, situata nella regione autonoma di Xinjiang e amministrata dalla prefettura di Hotan.